# Ligue de Heilbronn

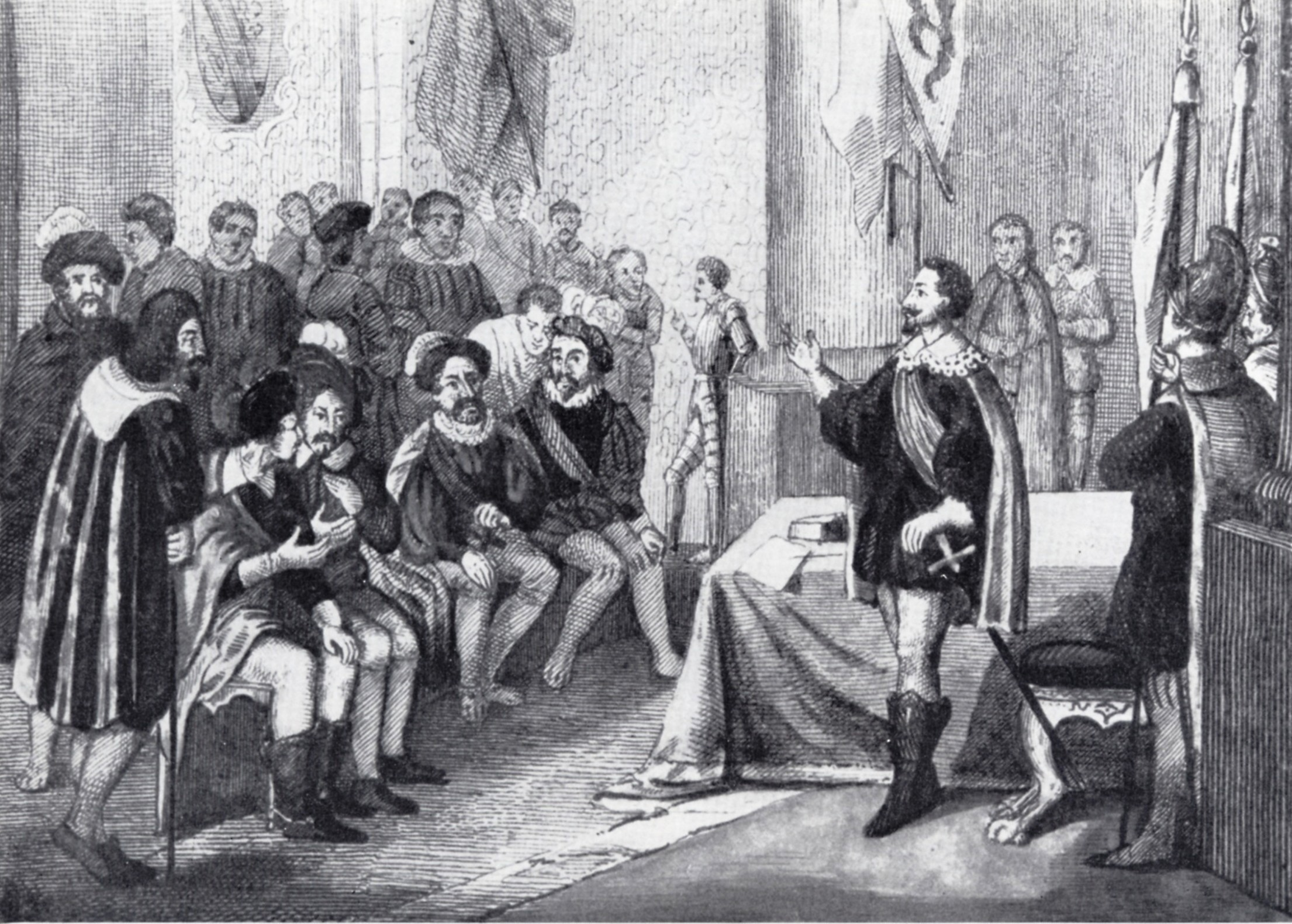
Axel Oxenstierna lors de la fondation de la ligue de Heilbronn en 1633.

La Ligue de Heilbronn (en allemand Heilbronner Bund ou Heilbronner Convent, en suédois Heilbronnförbundet) était une alliance entre la Suède et un certain nombre de princes et de villes protestantes du sud de l'Allemagne (issus des cercles de Souabe, de Franconie, du Haut et du Bas-Rhin). Signée dans le cadre de la guerre de Trente Ans, elle a été conclue en avril 1633 dans la ville de Heilbronn, dans le sud de l'Allemagne. Des émissaires de France, d'Angleterre et des Pays-Bas ont également assisté à la réunion.
L'initiative de la fondation de la Ligue revient au premier ministre suédois Axel Oxenstierna ; son but était officiellement de restaurer la liberté allemande et de protéger les princes protestants de l'Empire, mais résultait surtout de l'affaiblissement de l'avance suédoise : une alliance avec les princes protestants permettrait de lever de nouvelles troupes et de trouver de nouvelles sources de financement pour la guerre. Axel Oxenstierna est nommé « directeur » de la Ligue, qu'il dirigeait à l'aide d'un « Conseil » (consilium formatum). Les membres de la Ligue devaient lever des fonds et des troupes, et aucun n'était autorisé à conclure une paix séparée. En revanche, ils ne se sont pas engagés à poursuivre leur coopération après la guerre. Les ressources financières apportées par les parties se sont élevées à 200 000 riksdaler par mois, alors que le coût réel des opérations militaires se situait entre 800 000 et 900 000 riksdaler.
Le 13 septembre 1633, des négociations sur les conditions de la paix à venir ont eu lieu à Francfort. Elle ne réussit pas à convaincre les milieux saxons d'adhérer pleinement à la Ligue. La Saxe considérait en effet la Suède comme une menace aussi importante que l'Empereur.
La Ligue et ses partisans avaient des priorités différentes. Pour renforcer ses frontières en Rhénanie et dans les Pays-Bas, la France soutient les Hollandais, concurrents de la Suède dans la Baltique, et conclut le traité de Fontainebleau de mai 1631 avec Maximilien de Bavière, allié de Ferdinand II et adversaire de la Suède dans la campagne de Rhénanie de 1633-34. La Suède cherche à préserver son emprise sur la mer Baltique et à conserver la Poméranie suédoise. Ses alliés allemands, au contraire, voudraient rétablir le statu quo territorial de 1618, annulant ainsi les gains de la France et de la Suède.
La défaite du camp protestant à la bataille de Nördlingen en août 1634 entraîne la dissolution de la Ligue. Bien qu'Oxenstierna et quatre de ses anciens membres aient conclu le 20 mars 1635 à Worms un accord sur la poursuite de la guerre et des négociations de paix, la défection de l'électeur de Saxe qui  conclut une paix séparée avec l'Empereur le 20 mai de la même année entraîne bien vite la dislocation de la Ligue.
Par le traité de Paris du 1er novembre 1634, Richelieu, sans entrer immédiatement en guerre contre l'empereur, s'engage à fournir à la Ligue une armée de 12 000 hommes sous commandement commun et, à terme, un subside de 500 000 livres ; les princes cèdent l'Alsace à la France, même si, dit Richelieu, « nous la possédons déjà », le rhingrave Otton-Louis l'ayant cédée à la France en octobre 1634 ; les princes protestants de la Ligue s'engagent à respecter le culte catholique et les revenus ecclésiastiques dans les villes qu'ils occuperaient.  
La Ligue est finalement formellement dissoute à la suite de la paix de Prague en 1635.

## Membres principaux[5]
- Royaume de Suède
- Duché de Franconie
- Duché de Wurtemberg
- Électorat de Mayence
- Landgraviat de Hesse-Cassel
- Margraviat de Bade
- Palatinat-Deux-Ponts
- Palatinat du Rhin
- Principauté d'Ansbach
- Principauté de Bayreuth